# Цецилія Сегіцці
Цецилія Сегіцці (італ. Cecilia Seghizzi; 5 вересня 1908, Гориція, Фріулі-Венеція-Джулія, Італія — 22 листопада 2019, Гориція, Італія) — італійська композиторка, художниця і педагогиня.

## Біографія
Цецилія Сегіцці є дочкою органіста, композитора і диригента хору та оркестру Чезаре Августо Сегіцці (італ. Cesare Augusto Seghizzi) (1873—1933), одного з найпопулярніших композиторів Італії. 5 вересня 2018 року вона відсвяткувала свій 110-річний ювілей і тим самим стала італійською супер-довгожителькою.
Під час Першої світової війни Цецилія перебувала у таборі біженців у Австрії, а після повернення до Італії навчалася грати на скрипці у Альфредо Лукаріні в Міланській консерваторії імені Джузепе Верді, яку закінчила з відзнакою.
У 1930-х роках вона поєднувала концертну діяльність з викладанням у середній та музичній школах.
Після завершення навчання у консерваторії Тартіні в Трієсті, де вивчала композицію під керівництвом Віто Леві, вона почала компонувати. У п'ятдесятих роках Цецилія Сегіцці заснувала Гориційний поліфонічний комплекс, з яким у 1953 році здобула першу премію на Національному поліфонічному конкурсі в Брешії.

## Творчість
Творчий доробок Цецилії Сегіцці як маля́рки складається з картин від квіткових акварелей, які зробили її відомою, пейзажів природи сільської місцевості, лісу та моря, до недавніх картин, виконаних абстрактно-неформальною мовою олійними фарбами на полотні.
Як і в техніці малювання, в музиці, її бажання самовиразитися та імпровізувати пронизане оптимізмом, кольорами, легкістю і фантазію. Цецилія Сегіцці протягом свого життя приділяла особливу увагу хоровому співу і була членом художньої комісії міжнародного конкурсу хорового співу імені її батька Чезаре Августо Сегіцці від часу його заснування у 1961 році. Її творчий доробок становить понад 130 композицій. Вона створила твори для співу та фортепіано на вірші великих поетів ХХ століття, твори духовної хорової музики латинською, фріульською, ладинською мовами, камерні та фортепіанні твори.
- Соната для гобоя та фортепіано (1963)
- Вночі для флейти, сопрано та фортепіано (1979)
- Концертіно для струнних, флейт та кларнету (1981)
- Дивертимент для скрипки та фортепіано (1982)
- Маленький вальс для флейти та фортепіано (1984)